# Markedsliberalisme
 Der er for få eller ingen kildehenvisninger i denne artikel, hvilket er et problem. Du kan hjælpe ved at angive troværdige kilder til de påstande, som fremføres i artiklen.

Markedsliberalisme er et begreb indenfor liberal ideologi med to forskellige betydninger.
Specielt i USA bliver begrebet brugt som synonym for klassisk liberalisme. Markedsliberalisme forstås her som en politisk ideologi, der kombinerer markedsøkonomi med personlig frihed og menneskerettigheder. Markedsliberalisme bliver da en modsætning til socialliberalisme, som også støtter personlig frihed og menneskerettigheder, men går ind for et større element af blandingsøkonomi med flere offentlige tjenester.
I Europa og andetsteds bliver begrebet derimod som regel brugt som synonym for økonomisk liberalisme, altså en politik, der støtter de økonomiske aspekter ved liberalismen, uden at den nødvendigvis inkluderer - eller lægger vægt på - de øvrige aspekter ved ideologien.